# 方孝慈
方孝慈（1916年10月4日—1986年11月1日），字秀夫，原籍广东普宁，出生于北京，中国电器工程学家，教授。中国民主同盟盟员。黑龍江省政協第四屆委員。哈爾濱市動力區第三屆人大常委會副主任。

## 生平
方孝慈是中华民国著名法学家、经济学家方宗鳌之次子。其母方政英（https://mhdb.mh.sinica.edu.tw/women_bio/biography.php?no=10013）（原名 古贺政子）是日本东京人、贵族后裔，日本東京府立第二女子高等學校畢業。婚前曾考入日本著名的女子大学東京津田塾大学。
方孝慈1928年毕业于北师大附小。1934，北平志成中学毕业后，留学日本。1942年，毕业于日本东京工业大学。大学毕业后，在日本东京帝国饭店与日本人前田公子（婚后改名 方纪美）结婚。婚后携妻子回北京定居。曾在1943年5月至1945年8月期间，任北平燕京大学北平综合调查研究所文化局自然科学部研究员。1946年4月至1948年4月，任职于北平中央信托局处理伪地产的地产科。
1949年至1953年，到中国国家第一机械工业部下属的北京重工业学校教授電气工程专业。1953年9月，随校迁往哈尔滨。任中国机械工业部所属大学哈尔滨电工学院（现 哈尔滨理工大学）教授，电机系主任、基础教学部主任、校学术委员会副主席。区人大第一、二、三届代表；第三届区人大委员会常委會副主任；黑龙江省第四届政协委员。
方孝慈一生编写了许多大学用教材。1957年, 他出版了《电工学基础知识》一书（黑龙江人民出版社）。1959年和1964年再出版修訂本。1970年代末，翻译出版了美国密执安大学 D.A.卡拉汉等1974年所著《现代电路分析导论》一书，于1979由年6月由北京人民教育出版社出版。
1981年9月，方孝慈与家人移居日本东京。1982年初至1983年12月期间，任日本姬路市宮本产业株式会社机械专门部部长。1984年-1984年底，任职日本东工物产株式会社任部长。1985年初至1986年8月，任日本东方产业株式会社取缔役。
1986年11月，因淋巴癌，在日本东京杏林大学附属医院病逝，享年70岁。

## 家庭
- 妻：中国名：方纪美（原名： 前田公子），日本东京人。日本战国时代名将前田利家（侯爵）的后裔。1935年毕业于日本兵库县明石女子师范（现神户大学教育部）。婚前，在日本东京任教。婚后1942年随夫到中国北京。1953年随夫到哈尔滨。1961年起，在大学教授日语。任黑龙江大学日语讲师。1975年起，担任东北林学院和东北农学院俄语教师转日语培训班的特聘教授。1979年至1981年9月回日本国前，受聘于原中国科学院哈尔滨科技大学出国人员培训班外教教授, 哈尔滨人民广播电台日语讲座特聘讲教。曾为教学编写了大量日语教材。并编有《日语900句》，但因1981年回日本而未能出版。

方孝慈和方纪美夫妇育有两男三女：方兰、方玲、方书植、方书楣、方薇。